# Бензоат кальция
Бензоа́т ка́льция (бензо́йноки́слый ка́льций) — органическая кальциевая соль бензойной кислоты. Используется в качестве консерванта в продуктах питания и зарегистрирован как пищевая добавка с номером Е213. Химическая формула — {\displaystyle \mathrm {C} a\mathrm {(} C_{6}\mathrm {H} _{5}\mathrm {C} O\mathrm {O} \mathrm {)} _{2}}.
Бензоат кальция в основном используется при производстве консервированных овощей. Особенно используется для консервирования овощей в сочетании с уксусной кислотой, таких как солёные огурцы, кислые фрукты и концентраты фруктовых соков. Кроме того, он используется для консервирования майонеза.

## Физические свойства
При стандартных условиях, бензоат кальция представляет собой бесцветные кристаллы, растворимые в воде. Образует кристаллогидраты.
Образует кристаллогидрат состава Ca(C6H5COO)2 • 3H2O.

## Получение
- Взаимодействие гидроксида кальция и бензойной кислоты:

{\displaystyle {\mathsf {Ca(OH)_{2}+2C_{6}H_{5}COOH\ {\xrightarrow {}}\ Ca(C_{6}H_{5}COO)_{2}+2H_{2}O}}}

## Применение
- Используется в качестве пищевой добавки — E213.

## Безопасность
Бензоат кальция теряет свою важность в пищевой промышленности, поскольку является сильным аллергеном, в отличие от своих собратьев — бензойной кислоты (Е210), бензоата натрия (Е211) и бензоата калия (Е212). Тем не менее, он одобрен в Европейском союзе, США, Австралии и Новой Зеландии в качестве безопасной пищевой добавки.
В 1983 году Объединённый экспертный комитет ФАО/ВОЗ по пищевым добавкам (JECFA) установил допустимое суточное потребление (ДСП) бензоата кальция в количестве 5 мг/кг массы тела. Это первый из бензоатов, одобренных в качестве пищевой добавки. В 2016 году Европейское агентство по безопасности продуктов питания (EFSA), проводя пересмотр безопасности бензоатов, установило ДСП в количестве 5 мг/кг массы тела, что согласуется с оценкой JECFA
Бензоат кальция нельзя использовать в кормах для животных, поскольку он представляет собой высокотоксичное вещество для кошек и смертелен даже в небольших количествах.